# Zgrada kina Zvezda u Subotici
Zgrada kina Zvezda je građevina u Subotici.

## Stil
Zgrada je pravokutne osnove. Dužinom je orijentirana prema ulici ulici Braće Radića. Zbog kasnijih zahvata na njoj iz 1920-ih i 1930-ih, bila je arhitektonski jedinstvena u Subotici. Dorađena je u stilu nastalom na pravcu traganja za jugoslavenskim nacionalnim stilom. Dekorativni elementi na pročelju, prepleti, kapiteli stubova, elementi od kovanog željeza "izvedeni su pod utjecajem dekorativne plastike srednjovjekovnih manastirskih crkava moravske stilske grupe, odnosno crkava manastira Lazarice, Kalenića, Naupare, Ljubostinje i drugih". 

## Povijest
Poznato je da postoji još od 1779. godine. Zabilježila ju je rukopisna karta grada Karla Leopolda Kovača, izrađena prigodom proglašenja Subotice slobodnim kraljevskim gradom. 
1799. je vlasnik kuće bio grad. Bila je boravištem gradskog liječnika. Do 1838. dozidan je još jedan objekt uz regulacijsku crtu prema ulici Maksima Gorkog. Od 1875. ovdje djeluje ženska osnovna građanska škola. 1877. kuće je opsežno adaptirana. Projekt adaptacije napravio inženjer Mihaly Toth. 1911. zgrada je dobila nove stanare, tri odjela muške osnovne škole. Škola je bila u ovoj kući sve do raspada Austro-Ugarske.
Nakon rata vlasti ju dodjeljuju Bunjevačkoj prosvitnoj matici. 1926. zgrada se nanovo dograđuje i adaptira. Projektant tih radova je Dragutin Molzer. Sve do 2007. zgrada je sačuvala elemente ove adaptacije sve do 2007. godine. 
Veljače 1933. ju je kupio biskup Lajčo Budanović od Bunjevačke prosvitne matice. Kupio ju je u ime Lajče Budanovića i Rimokatoličke crkve vikar Pavao Bešlić. Prodao ga je predsjednik Bunjevačke prosvitne matice Marko Jurić. Osim zgrade, kupnjom se preuzelo i sitni inventar, dok je prodavatelj s obvezao dati jednu stipendije bunjevačkom gimnazijalcu od 6000 dinara. U ovoj je zgradi sjedište dobio Humano prosvjetni Odbor koji je pristupio osnivanju nove matice, Matice subotičke.
Prostorije je potom u ovoj zgradi imala Hrvatska kulturna zajednica u kojoj je djelovala do Drugog svjetskog rata. Pritom valja istaknuti da je 1936. ova zgrada bila dijelom proslave 250. obljetnice doseljavanja veće skupine Bunjevaca u ove krajeve (1686. – 1936.). 15. kolovoza popodne ovdje je kao dio programa održana prva glavna skupština u dvorani Matice subotičke.
Nakon rata zgrada je nacionalizirana.
Iako je Rimokatolička crkva u Subotici zahtijevala da im se zgrada vrati, zgrada je prodana. Novi vlasnik je napravio zahvate koji je oštetiio povijesno pročelje: za svoje je potrebe oljuštio pročelje, a izvorna drvena vrata koja su bila dekorirana kovanim željezom i inicijalima Bunjevačke matice zamijenio izlozima i vratima aluminijumskog okvira. 
Na uništenje pročelja kina Zvezda i inih povijesnih građevina u Subotici koje nisu proglašene spomenicima kulture, iako bi trebale biti zaštićene, reagirala je predsjednica udruženja Viktorija Aladžić otvorenim pismom 20. listopada 2007.